# Aceraius tricornis
Aceraius tricornis is een keversoort uit de familie Passalidae. De wetenschappelijke naam van de soort is voor het eerst geldig gepubliceerd in 1903 door Zang.